# Mathias Hain
Mathias Hain (Goslar, 31 dicembre 1972) è un ex calciatore tedesco, di ruolo portiere.